# Hidrocarbur halogenat
Un hidrocarbur halogenat (en anglès:Halocarbon), halur orgànic o halogenur orgànic o organohalogen) és un compost orgànic en el qual un o més àtoms de carboni estan enllaçats amb un enllaç covalent amb un o més àtoms d'halògens (fluor, clor, brom o iode) resultant-ne la formació de compostos organofluorats, organoclorats, organobromats, i organoiodats. Els organoclorats són els més comuns. També hi ha compostos com en el cas del clorur de metialmoni que inclouen carboni i àtons d'halògens no covalents, que aleshores s'anomenen halògens inorgànics.
Molts compostos orgànics sintètics com per exemple els polímers, els plàstics, i alguns compostos naturals, contenen àtoms d'halògens. Reben el nom de compostos halogenats.
Un grup important d'organohalògens són els haloalquens, que són alquens que contenen algun àtom d'halogen. En són exemples el metà o l'età amb un o més halogens, com són el clor o el fluor, com substituents. Són coneguts sota diversos noms químics i trivials com fluorocarbonis, organoclorats i clorofluorocarbonis (CFC). Alguns haloalquens tenen efectes negatius sobre el medi ambient com el de foradar la capa d'ozó.

## Famílies químiques

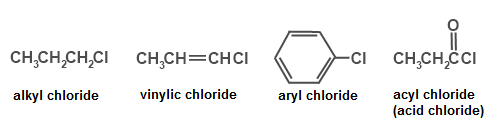
Exemples d'organoclorats

Els organohalògens es classifiquen de manera similar als compostos orgànics que tenen àtoms d'hidrogen en el lloc que ocupen els àtoms d'halògens els organohalògens:
- Haloalquens amb carboni amb enllaç simple
- Haloalquens amb enllaç doble entre els carbonis
- haloaromàtics -- amb enllaç aromàtic.

## Origen
Uns pocs organohalògens, incloent-hi el clorur de metil, es produeixen en grans quantitats per la interacció natural entre sals halògenes i residus de plantes i animals, però la majoria es produeix en petites quantitats per acció humana. Es van començar a sintetitzar químicament en la dècada de 1820.

### Organohalògens naturals
La dioxina, per exemple es produeix en grans quantitats durant un incendi forestal o per emanacions de volcans. Una segona gran font és en la producció per part d'algues marines de drivats clorurats del metà i età, hi ha milers més de compostos organohalògens d'origen marí principalment. En humans es produeixen per exemple en la glàndula tiroides.

## Usos
El primer organohalògen utilitzat comercialment va ser el tint porpra, un organobromur natural del cargol marí Murex brandaris. Els usos habituals dels organohalògens són com solvents, plaguicides, refrigerants, olis resistents al foc, ingredients d'elastòmers, adhesius i segellants, capa aïllant de l'electricitat, plastificants, i plàstics. Abans d'estar estrictament regulats es trobaven en molts més productes com el freó que ataca la capa d'ozó.